# آرتامانوف‌ها

آرتامانوف‌ها یا تجارت آرتامانوف‌ (به روسی: Дело Артамоновых)٬ (به انگلیسی: The Artamonov Business) رمانی است که توسط ماکسیم گورکی، نویسندهٔ اهل روسیه در سال ۱۹۲۷ نوشته شده‌است. 